# 대전운수
대전운수(大田運輸)는 대전광역시의 시내버스 회사이다. 본사는 대전광역시 대덕구 신탄진로315번길 72(신대동) 신대공영차고지에 있으며 대전승합, 한일버스와 함께 사용하고 있다.

## 역사
- 1979년 8월 23일: 동진여객자동차(현 대전버스)의 분할에 따라 한밭여객자동차 설립
- 1983년: 차고지를 오정동 338-7(현 한밭유통상가 자리)로 이전
- 2002년: 신대동 현위치로 이전
- 2009년 5월 15일: 경기도 연고의 대규모 버스운송 지주회사인 선진네트웍스[1] 가 인수, 선진여객(先進旅客)으로 사명 변경
- 2014년: 신대동에 조성된 신대공영차고지로 입주
- 2017년: 선진그룹 버스사업부문에서 분리, 대전교통이 인수 및 계열사로 편입과 동시에 현재 사명으로 변경
- 2018년 10월: 전기버스 운행 시작(311번)

## 운행 노선
- ● 63번: 대전역동광장 ~ 회남
- ● 73번: 대청댐 ~ 금탄동
- ● 75번: 세종고속시외버스터미널 ~ 보훈병원
- ● 103번: 수통골 ~ 동춘당
- ● 202번: 대전역동광장 ~ 신도안면(경익운수, 한일버스와 공동운행)
- ● 311번: 신대공영차고지 ~ 오월드
- ● 316번: CJ대한통운 ~ 한빛고등학교
- ● 607번: 비래동 ~ 옥천시외버스터미널(삼양리)(옥천버스와 공동운행)
- ● 612번: 대전동신과학고 ~ 배재대학교
- ● 703번: 신탄진 ~ 정림동(대전교통, 산호교통과 공동운행)
- ● 911번: 충대농대 ~ 대전컨벤션센터(금남교통과 공동운행)
- ● 912번: 충대농대 ~ 수운교
- ● 특구1번: KAIST북문 ~ KAIST북문 (시민천문대, 전자통신연구원, 대덕중학교, 신세계백화점, 대전컨벤션센터, 국립중앙과학관, 월평역, 충남대, 유성온천역, 구암역, 유성시장, 유성구청 경유-2021년 8월 24일 신설, 현금 승차 불가능)

## 폐선된 노선
- ● 109번: 충대농대 - 유성온천역 - 유성고속터미널 - 반석역 - 세종시 첫마을 - 정부세종청사 (2013년 6월 10일 폐선, 세종교통의 655번이 대체)

## 보유 차량
한밭여객 시절에는 전 차량이 자일대우버스였으나 2009년 선진네트웍스에 인수된 후로는 계속 현대차만 출고하다가 2021년에는 우진산전 아폴로 900 차종을 출고하였다.
- 현대자동차
  - 그린시티
  - 뉴 슈퍼 에어로시티
  - 저상 뉴 슈퍼 에어로시티
  - 일렉시티
- 우진산전
  - 아폴로 900

## 갤러리

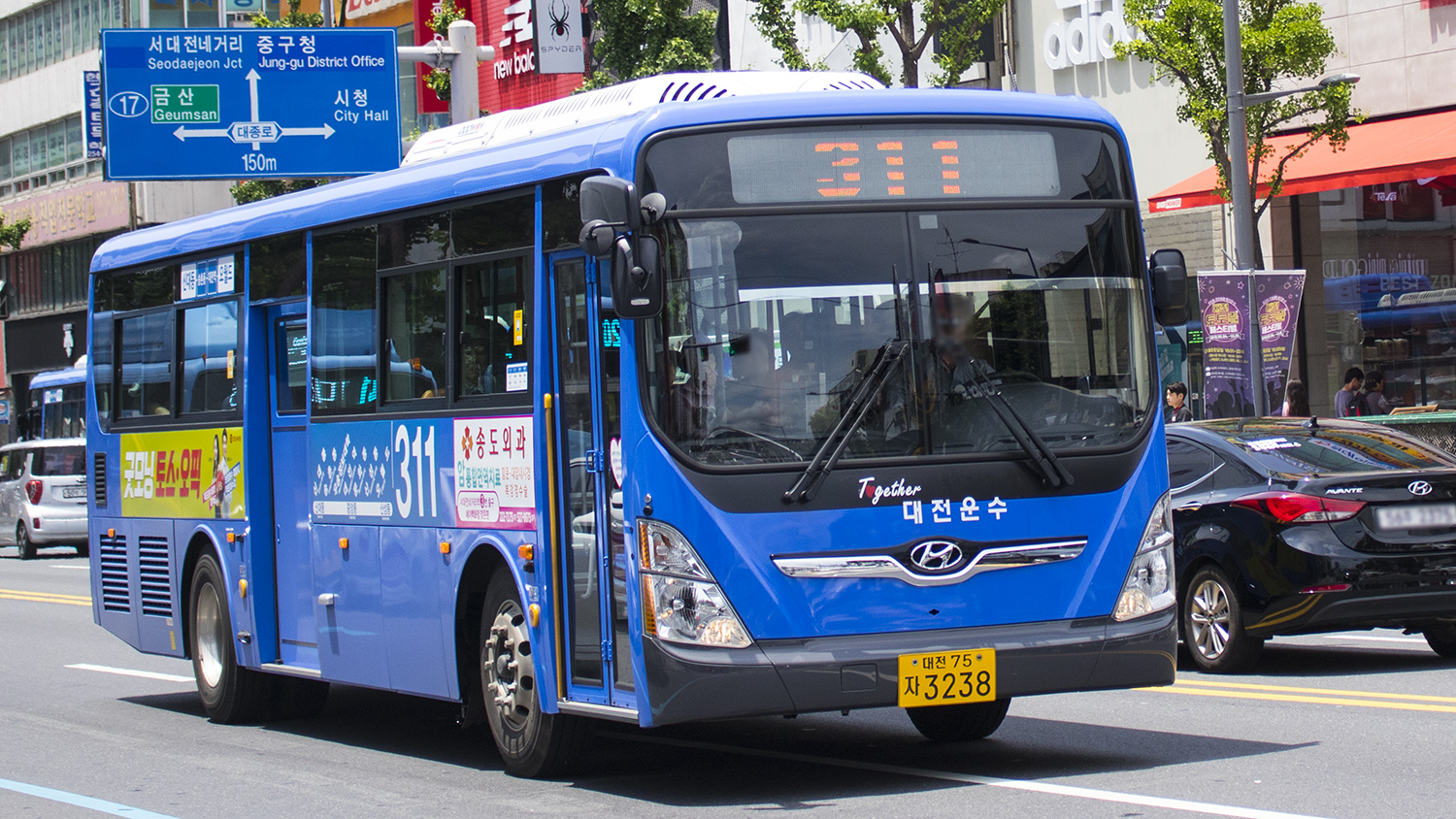
대전시내버스 311번
대전시내버스 602번
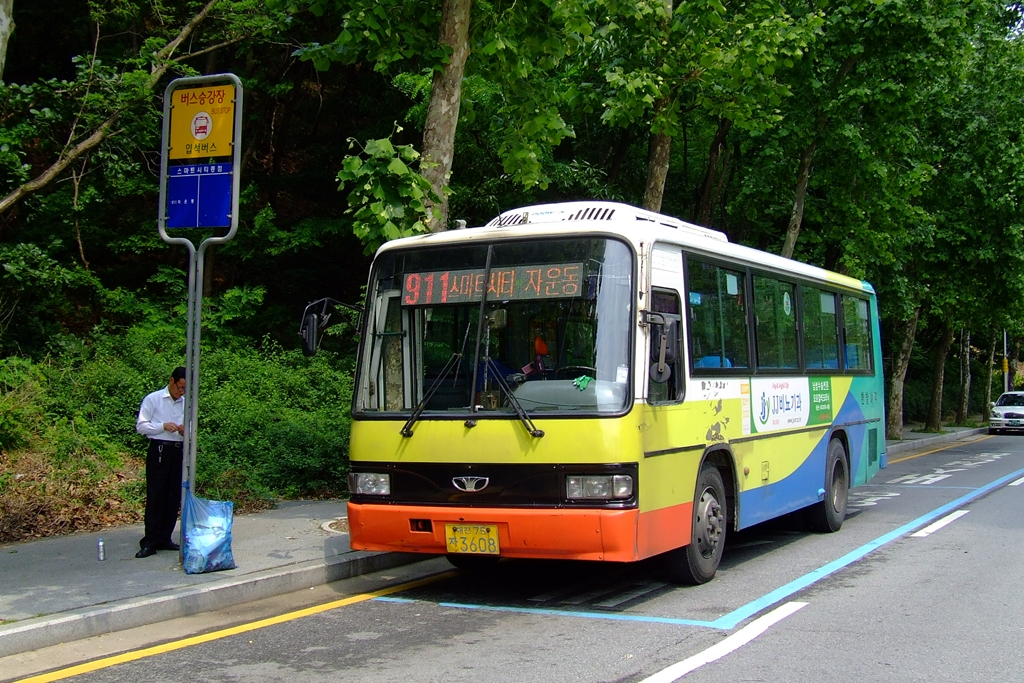
대전시내버스 911번(사진속 버스는 폐차)